# 1839 az irodalomban
Az 1839. év az irodalomban.

## Megjelent új művek

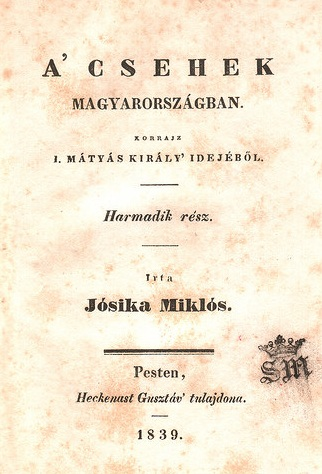
A csehek Magyarországban

- A folytatásos kiadás után könyvként is megjelenik Charles Dickens regénye, a Nicholas Nickleby
- George Sand francia írónő: Pauline
- Stendhal regénye: A pármai kolostor (La Chartreuse de Parme)

### Költészet
- Henry Wadsworth Longfellow amerikai költő első jelentős verseskötete: Voices of the Night

### Dráma
- Juliusz Słowacki tragédiája: Balladyna. Az ebben az évben írt Mazepa a következő évben jelenik meg Párizsban

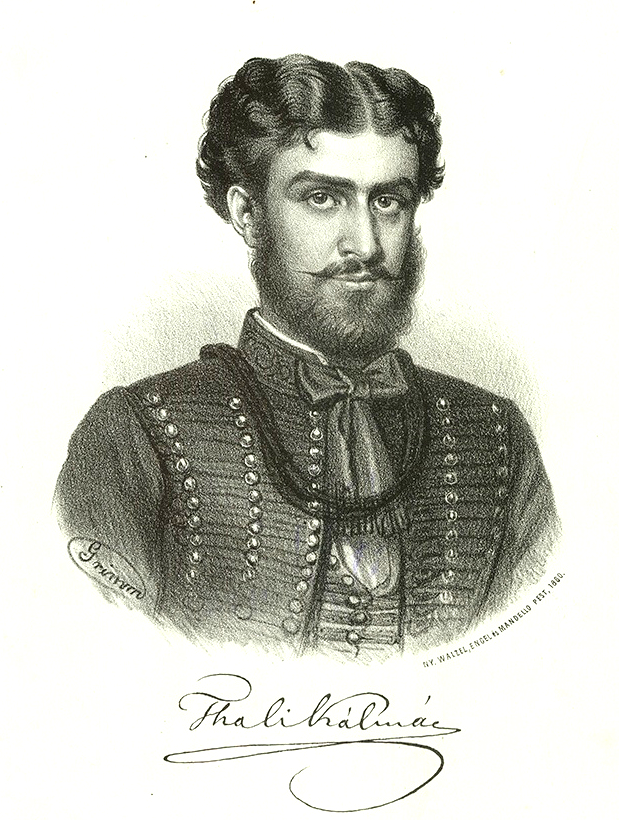
Thaly Kálmán

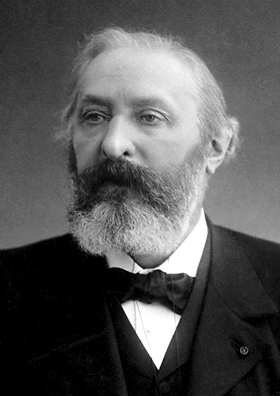
Sully Prudhomme

### Magyar nyelven
- Elkezdődik Eötvös József első regénye, A karthausi kiadása folytatásokban (Budapesti Árvízkönyv, 1839–1841). Könyv formában 1842-ben jelenik meg (két kötet)
- Jósika Miklós regénye: A csehek Magyarországban
- Vajda Péter lírai főműve, a Dalhon első kötete.  Összesen négy kötetben jelent meg (1839–1843), prózakölteményeket és egyéb verseket, elbeszéléseket tartalmaz. „Vajda Péter honosította meg irodalmunkban a prózaköltemény műfaját.”[1]

## Születések
- január 3. – Thaly Kálmán költő, író († 1909)
- február 9. – Bodnár Zsigmond irodalomtörténész († 1907)
- március 16. – Sully Prudhomme francia költő, az első irodalmi Nobel-díjas  († 1907)

## Halálozások
- március 24. – Baumberg Gabriella osztrák költőnő, Batsányi János felesége (* 1766)
- május 7. – José María Heredia kubai költő (* 1803)
- szeptember 1. – Guzmics Izidor bencés szerzetes, teológus, író, drámaíró, műfordító (* 1786)